# Listen to My Heart
Listen to My Heart – pierwszy japoński album studyjny BoA, wydany 13 marca 2002 roku przez Avex Trax. Osiągnął 1 pozycję w rankingu Oricon Album Chart i pozostał na liście przez 91 tygodni, sprzedał się w nakładzie 931 742 egzemplarzy. Album zdobył status płyty Milion.

## Lista utworów
| Nr  | Tytuł                                                               | Słowa                        | Kompozycja                   | Aranżacja                                   | Czas |
| --- | ------------------------------------------------------------------- | ---------------------------- | ---------------------------- | ------------------------------------------- | ---- |
| 1.  | „Listen to My Heart”                                                | Natsumi Watanabe             | Kazuhiro Hara                | Kazuhiro Hara                               | 3:57 |
| 2.  | „Power”                                                             | Maki Mihara                  | Ken Harada                   | Ken Harada                                  | 4:10 |
| 3.  | „Every Heart -Minna no kimochi-” (jap. Every Heart-ミンナノキモチ-) | Natsumi Watanabe             | BOUNCEBACK                   | h-wonder                                    | 4:33 |
| 4.  | „Don’t Start Now”                                                   | Yoo Young-jin, Yūko Ebine    | Peter Rafeison, Jeff Vincent | Peter Rafeison, Jeff Vincent, Yoo Young-jin | 4:55 |
| 5.  | „Kimochi wa tsutawaru” (jap. 気持ちはつたわる)                      | Shin Youn-ah                 | BOUNCEBACK                   | AKIRA                                       | 4:23 |
| 6.  | „Share Your Heart (with Me)”                                        | Yūko Ebine                   | Tetsuya Muramatsu            | AKIRA                                       | 4:37 |
| 7.  | „Dreams Come True”                                                  | Maki Mihara                  | Ken Harada                   | Ken Harada                                  | 4:55 |
| 8.  | „Amazing Kiss”                                                      | BOUNCEBACK                   | BOUNCEBACK                   | Ken Harada, BOUNCEBACK                      | 4:34 |
| 9.  | „Happiness”                                                         | Maho Fukami                  | Maho Fukami                  | Ken Harada                                  | 4:33 |
| 10. | „ID; Peace B”                                                       | Yoo Young-jin, Mai Matsumuro | Yoo Young-jin                | Yoo Young-jin, Ken Harada                   | 3:34 |
| 11. | „Nobody But You”                                                    | Natsumi Watanabe             | Kōsuke Morimoto              | AKIRA                                       | 3:46 |
| 12. | „Nothing’s Gonna Change”                                            | BoA, Natsumi Watanabe        | BoA                          | Kai                                         | 5:23 |
| 13. | „Listen to My Heart” (Hex Hecter Main Mix:English version)          | Natsumi Watanabe             | Kazuhiro Hara                | Kazuhiro Hara                               | 4:10 |
| 14. | „The Meaning of Peace”                                              | Tetsuya Komuro               | Tetsuya Komuro               | Tetsuya Komuro, Max Matsuura                | 5:01 |